# كارميلو ميرلو
كارميلو ميرلو (بالإسبانية: Carmelo Merlo)‏ هو مبارز بالسيف أرجنتيني، ولد في 16 يوليو 1881 في بوينس آيرس في الأرجنتين، وتوفي في القرن العشرين.

## وصلات خارجية
- كارميلو ميرلو على موقع أوليمبيديا (الإنجليزية)